# شش گور به مونیخ (رمان)
شش گور به مونیخ رمانی از ماریو پوزو است که با نام مستعار ماریو کلری در اکتبر ۱۹۶۷ منتشر شد. این رمان گسترش‌یافتهٔ یک داستان کوتاه یا رمان کوتاه هم‌نام است که در شمارهٔ نوامبر ۱۹۶۵ مجلهٔ «میل» منتشر شده بود.
کتاب داستان مایکل روگان، مأمور سابق اطلاعاتی آمریکایی در جنگ جهانی دوم را روایت می‌کند که توسط گشتاپو دستگیر و شکنجه می‌شود. او از اعدام برنامه‌ریزی شده جان سالم به در می‌برد و ده سال پس از جنگ به آلمان بازمی‌گردد تا از هفت عضو گشتاپو که قصد کشتن او را داشتند انتقام بگیرد.
این کتاب در سال ۱۹۸۲ با عنوان «زمان مرگ» (A Time to Die) به صورت فیلم درآمد. بازیگران اصلی این فیلم رکس هریسون، راد تیلور و ادوارد آلبرت جونیور بودند.

## خلاصه داستان
مایکل روگان، مأمور اطلاعاتی آمریکایی است که قبل از عملیات روز دی در ۱۹۴۴ به فرانسه فرستاده می‌شود. توسط نیروهای آلمانی دستگیر شده و به کاخ دادگستری مونیخ برده می‌شود.
او توسط هفت مأمور محور (مولتکه، فان، هانس و اریک فرایزلینگ، جنو باری، پاجرسکی و کلاوس فون اُستین) مورد بازجویی و شکنجه قرار می‌گیرد.
پس از نجات، روگان از شکنجه‌گران خود انتقام می‌گیرد.

## استقبال از رمان
این رمان در سبک پالپ فیکشن نوشته شد، زمانی که پوزو در دهه ۱۹۶۰ ویراستار و نویسنده مجلات مردانه بود. کتاب در سال ۲۰۱۰ توسط انتشارات نیو آمریکن لایبرری در آمریکا و کوئرکوس در انگلیس تجدید چاپ شد و نسخه صوتی آن با صدای فیردوس بامجی منتشر گردید.
بررسی‌های چاپ مجدد عموماً مثبت بودند. این کتاب به زبان‌های مختلفی از جمله روسی، آلمانی، اسپانیایی، ترکی، پرتغالی، هلندی، اسلواکی، ویتنامی، بنگالی، لیتوانیایی، چکی، بلغاری و لهستانی ترجمه شده است.